# Death Jr.
Death Jr. es un videojuego para PlayStation Portable. La iteración de PSP fue el primer juego de PSP que se mostró públicamente y se publicitó como un vendeconsolas. Fue lanzado en obteniendo una recepción mixta y se destacó por numerosos problemas sobre la cámara, la jugabilidad y los gráficos poco inspiradores, pero fue elogiado por sus temas únicos estilo Tim Burton y personajes extravagantes. Ligeramente mejor recibida fue la adaptacióndel cómic de Gary Whitta y Ted Naifeh, que incluye dos miniseries de tres temas.

## Argumento
El videojuego y el cómic son sobre el hijo adolescente de Grim Reaper, llamado Death Jr. (DJ para abreviar). Su padre intentó muchas veces (todas fracasaron) evitar que su hijo creara caos en todas las escuelas en las que ha estado. Ahora esta es la última oportunidad de DJ. Si crea caos una vez más, lo enviarán a la escuela militar. Se encuentra con nuevos amigos en esta escuela: Pandora, una chica con trastorno obsesivo-compulsivo y una cosa para cajas cerradas; Stigmartha, una niña que tiene agujeros en las manos y sangra cuando está nerviosa; Smith y Weston, gemelos unidos que son muy inteligentes y se unen a la cabeza; el Seep, un niño sin brazos, sin piernas, con la boca sucia en una tina; y el Dead Guppy, un personaje que habla por sí mismo.
Los amigos se van de excursión a un museo, donde encuentran una caja cerrada que Pandora quiere abrir, así que DJ la abre para impresionarla. Desafortunadamente, todo el infierno se desata y los demonios se vuelven locos. Depende de DJ detenerlos, revertir la ciudad a la normalidad, todo el tiempo asegurándose de que papá no se entere.

## Jugabilidad
En el juego, el jugador tiene una variedad de armas que van desde pistolas hasta un lanzacohetes. Los controles son simples. El jugador se mueve con el nudo analógico y ataca a las personas con los botones cuadrado y circular. Hay mucho énfasis en el juego en los combos que se puede lograr al vincular los ataques entre sí en rápida sucesión.

## Recepción
El juego recibió críticas desde promedio a mixtas, ya que GameRankings le dio una puntuación de 63.30% mientras que Metacritic le dio una puntuación de 61 de 100.